# II arrondissement di Marsiglia
Il II arrondissement di Marsiglia è uno dei sedici arrondissement in cui è suddivisa la città francese. Confina a nord con il XV arrondissement, ad est con il III, a sud-est con il I arrondissement, a sud con il porto vecchio e ad ovest con il mar Mediterraneo.
È diviso in quattro quartieri ufficiali: Arenc, Les Grands Carmes, Hôtel de Ville e La Joliette. 
Il II arrondissement comprende la parte più antica della città, a nord del Porto Vecchio, in particolare il quartiere del Panier. Tuttavia, delle vestigia medievali di quest'area di Marsiglia resta ben poco: gran parte di essa fu distrutta quando fu aperta nel XIX secolo Rue de la République e poi quando nel 1943 la parte meridionale del Panier fu fatta dinamitare dai nazifascisti in seguito al grande rastrellamento.

## Luoghi d'interesse
- Museo delle civiltà dell'Europa e del Mediterraneo
- Fort Saint-Jean
- Hôtel de Ville
- Hôtel-Dieu